# Setmana Internacional de Coppi i Bartali 2022
La Setmana Internacional de Coppi i Bartali 2022 va ser la 37a edició de la cursa ciclista Setmana Internacional de Coppi i Bartali. Es disputà entre el 22 i el 26 de març de 2022, amb un recorregut de 796,2 km repartits entre cinc etapes. La cursa formava part de l'UCI Europa Tour 2022, amb una categoria 2.1.
El vencedor final fou l'irlandès Eddie Dunbar (Ineos Grenadiers), que s'imposà per 9" al seu company d'equip Ben Tulett i 24 a Marc Hirschi (UAE Team Emirates).

## Equips
24 equips van prendre la sortida en aquesta edició:
| WorldTeams (10)- Astana Qazaqstan Team - Bora-Hansgrohe - EF Education-EasyPost - Ineos Grenadiers - Israel-Premier Tech - Jumbo-Visma - Quick-Step Alpha Vinyl - BikeExchange-Jayco - Trek-Segafredo - UAE Team Emirates ProTeams (5)- Alpecin-Fenix - Bardiani-CSF-Faizanè - Bingoal Pauwels Sauces WB - Drone Hopper-Androni Giocattoli - Eolo-Kometa Equips continentals (8)- Beltrami TSA-Tre Colli - Biesse-Carrera - Colombia Tierra de Atletas-GW Bicicletas - Giotti Victoria-Savini Due - MG.K Vis Colors For Peace VPM - Colpack-Ballan - Team Corratec - Work Service-Vitalcare-Dynatek Equip nacional- Itàlia |
| |

## Etapes
| Etapa    | Data       | Ciutats d'etapa                             | type              | Distància (km) | Vencedor de l'etapa  | Líder de la general |
| -------- | ---------- | ------------------------------------------- | ----------------- | -------------- | -------------------- | ------------------- |
| 1a etapa | 22 de març | Riccione – Riccione                         | etapa accidentada | 164,6          | Mauro Schmid         | Mauro Schmid        |
| 2a etapa | 23 de març | Riccione – Longiano                         | etapa accidentada | 165,9          | Ethan Hayter         | Edward Dunbar       |
| 3a etapa | 24 de març | Ciutat de San Marino – Ciutat de San Marino | etapa de muntanya | 147            | Ben Tulett           | Edward Dunbar       |
| 4a etapa | 25 de març | Montecatini – Montecatini                   | etapa accidentada | 158,7          | Mathieu van der Poel | Edward Dunbar       |
| 5a etapa | 26 de març | Cantagrillo-Casalguidi – Cantagrillo        | etapa accidentada | 160            | Josef Černý          | Edward Dunbar       |

### 1a etapa
| \| Classificació de l'etapa \| Classificació de l'etapa \| Classificació de l'etapa \| Classificació de l'etapa \| Classificació de l'etapa \| \| Corredor \| Corredor \| Equip \| Temps \| \| \| ------------------------ \| ------------------------ \| ------------------------------- \| ------------------------ \| ------------------------ \| \| 1r \| Mauro Schmid \| Quick-Step Alpha Vinyl \| 4h 12' 58" \| \| \| 2n \| Edward Dunbar \| Ineos Grenadiers \| + 2" \| \| \| 3r \| Ethan Hayter \| Ineos Grenadiers \| + 16" \| \| \| 4t \| Mathieu van der Poel \| Alpecin-Fenix \| + 16" \| \| \| 5è \| Natnael Tesfatsion \| Drone Hopper-Androni Giocattoli \| + 16" \| \| \| 6è \| Thomas Pesenti \| Beltrami TSA-Tre Colli \| + 16" \| \| \| 7è \| Diego Ulissi \| UAE Team Emirates \| + 16" \| \| \| 8è \| Matteo Sobrero \| BikeExchange-Jayco \| + 16" \| \| \| 9è \| Cristian Scaroni \| Itàlia \| + 16" \| \| \| 10è \| Marc Hirschi \| UAE Team Emirates \| + 16" \| \| |                      |                                 |            |
| |                      |                                 |            |
| Font: ProCyclingStats |                      |                                 |            |
| Classificació de l'etapa |                      |                                 |            |
| Corredor | Corredor             | Equip                           | Temps      |
| 1r | Mauro Schmid         | Quick-Step Alpha Vinyl          | 4h 12' 58" |
| 2n | Edward Dunbar        | Ineos Grenadiers                | + 2"       |
| 3r | Ethan Hayter         | Ineos Grenadiers                | + 16"      |
| 4t | Mathieu van der Poel | Alpecin-Fenix                   | + 16"      |
| 5è | Natnael Tesfatsion   | Drone Hopper-Androni Giocattoli | + 16"      |
| 6è | Thomas Pesenti       | Beltrami TSA-Tre Colli          | + 16"      |
| 7è | Diego Ulissi         | UAE Team Emirates               | + 16"      |
| 8è | Matteo Sobrero       | BikeExchange-Jayco              | + 16"      |
| 9è | Cristian Scaroni     | Itàlia                          | + 16"      |
| 10è | Marc Hirschi         | UAE Team Emirates               | + 16"      |

| \| Classificació general \| Classificació general \| Classificació general \| Classificació general \| Classificació general \| \| Corredor \| Corredor \| Equip \| Temps \| \| \| --------------------- \| --------------------- \| ------------------------------- \| --------------------- \| --------------------- \| \| 1r \| Mauro Schmid \| Quick-Step Alpha Vinyl \| 4h 12' 48" \| \| \| 2n \| Edward Dunbar \| Ineos Grenadiers \| + 6" \| \| \| 3r \| Ethan Hayter \| Ineos Grenadiers \| + 22" \| \| \| 4t \| Mathieu van der Poel \| Alpecin-Fenix \| + 26" \| \| \| 5è \| Natnael Tesfatsion \| Drone Hopper-Androni Giocattoli \| + 26" \| \| \| 6è \| Thomas Pesenti \| Beltrami TSA-Tre Colli \| + 26" \| \| \| 7è \| Diego Ulissi \| UAE Team Emirates \| + 26" \| \| \| 8è \| Matteo Sobrero \| BikeExchange-Jayco \| + 26" \| \| \| 9è \| Cristian Scaroni \| Itàlia \| + 26" \| \| \| 10è \| Marc Hirschi \| UAE Team Emirates \| + 26" \| \| |                      |                                 |            |
| |                      |                                 |            |
| Font: ProCyclingStats |                      |                                 |            |
| Classificació general |                      |                                 |            |
| Corredor | Corredor             | Equip                           | Temps      |
| 1r | Mauro Schmid         | Quick-Step Alpha Vinyl          | 4h 12' 48" |
| 2n | Edward Dunbar        | Ineos Grenadiers                | + 6"       |
| 3r | Ethan Hayter         | Ineos Grenadiers                | + 22"      |
| 4t | Mathieu van der Poel | Alpecin-Fenix                   | + 26"      |
| 5è | Natnael Tesfatsion   | Drone Hopper-Androni Giocattoli | + 26"      |
| 6è | Thomas Pesenti       | Beltrami TSA-Tre Colli          | + 26"      |
| 7è | Diego Ulissi         | UAE Team Emirates               | + 26"      |
| 8è | Matteo Sobrero       | BikeExchange-Jayco              | + 26"      |
| 9è | Cristian Scaroni     | Itàlia                          | + 26"      |
| 10è | Marc Hirschi         | UAE Team Emirates               | + 26"      |

### 2a etapa
| \| Classificació de l'etapa \| Classificació de l'etapa \| Classificació de l'etapa \| Classificació de l'etapa \| Classificació de l'etapa \| \| Corredor \| Corredor \| Equip \| Temps \| \| \| ------------------------ \| ------------------------ \| ------------------------------- \| ------------------------ \| ------------------------ \| \| 1r \| Ethan Hayter \| Ineos Grenadiers \| 4h 11' 46" \| \| \| 2n \| Matteo Sobrero \| BikeExchange-Jayco \| + 0" \| \| \| 3r \| Ben Tulett \| Ineos Grenadiers \| + 0" \| \| \| 4t \| Nicola Conci \| Itàlia \| + 0" \| \| \| 5è \| Natnael Tesfatsion \| Drone Hopper-Androni Giocattoli \| + 0" \| \| \| 6è \| Diego Ulissi \| UAE Team Emirates \| + 0" \| \| \| 7è \| Marc Hirschi \| UAE Team Emirates \| + 0" \| \| \| 8è \| Cian Uijtdebroeks \| Bora-Hansgrohe \| + 0" \| \| \| 9è \| Gianluca Brambilla \| Trek-Segafredo \| + 0" \| \| \| 10è \| Floris De Tier \| Alpecin-Fenix \| + 0" \| \| |                    |                                 |            |
| |                    |                                 |            |
| Font: ProCyclingStats |                    |                                 |            |
| Classificació de l'etapa |                    |                                 |            |
| Corredor | Corredor           | Equip                           | Temps      |
| 1r | Ethan Hayter       | Ineos Grenadiers                | 4h 11' 46" |
| 2n | Matteo Sobrero     | BikeExchange-Jayco              | + 0"       |
| 3r | Ben Tulett         | Ineos Grenadiers                | + 0"       |
| 4t | Nicola Conci       | Itàlia                          | + 0"       |
| 5è | Natnael Tesfatsion | Drone Hopper-Androni Giocattoli | + 0"       |
| 6è | Diego Ulissi       | UAE Team Emirates               | + 0"       |
| 7è | Marc Hirschi       | UAE Team Emirates               | + 0"       |
| 8è | Cian Uijtdebroeks  | Bora-Hansgrohe                  | + 0"       |
| 9è | Gianluca Brambilla | Trek-Segafredo                  | + 0"       |
| 10è | Floris De Tier     | Alpecin-Fenix                   | + 0"       |

| \| Classificació general \| Classificació general \| Classificació general \| Classificació general \| Classificació general \| \| Corredor \| Corredor \| Equip \| Temps \| \| \| --------------------- \| --------------------- \| ------------------------------- \| --------------------- \| --------------------- \| \| 1r \| Edward Dunbar \| Ineos Grenadiers \| 8h 24' 40" \| \| \| 2n \| Ethan Hayter \| Ineos Grenadiers \| + 6" \| \| \| 3r \| Matteo Sobrero \| BikeExchange-Jayco \| + 14" \| \| \| 4t \| Ben Tulett \| Ineos Grenadiers \| + 16" \| \| \| 5è \| Natnael Tesfatsion \| Drone Hopper-Androni Giocattoli \| + 20" \| \| \| 6è \| Diego Ulissi \| UAE Team Emirates \| + 20" \| \| \| 7è \| Nicola Conci \| Itàlia \| + 20" \| \| \| 8è \| Marc Hirschi \| UAE Team Emirates \| + 20" \| \| \| 9è \| Thomas Pesenti \| Beltrami TSA-Tre Colli \| + 20" \| \| \| 10è \| Gianluca Brambilla \| Trek-Segafredo \| + 20" \| \| |                    |                                 |            |
| |                    |                                 |            |
| Font: ProCyclingStats |                    |                                 |            |
| Classificació general |                    |                                 |            |
| Corredor | Corredor           | Equip                           | Temps      |
| 1r | Edward Dunbar      | Ineos Grenadiers                | 8h 24' 40" |
| 2n | Ethan Hayter       | Ineos Grenadiers                | + 6"       |
| 3r | Matteo Sobrero     | BikeExchange-Jayco              | + 14"      |
| 4t | Ben Tulett         | Ineos Grenadiers                | + 16"      |
| 5è | Natnael Tesfatsion | Drone Hopper-Androni Giocattoli | + 20"      |
| 6è | Diego Ulissi       | UAE Team Emirates               | + 20"      |
| 7è | Nicola Conci       | Itàlia                          | + 20"      |
| 8è | Marc Hirschi       | UAE Team Emirates               | + 20"      |
| 9è | Thomas Pesenti     | Beltrami TSA-Tre Colli          | + 20"      |
| 10è | Gianluca Brambilla | Trek-Segafredo                  | + 20"      |

### 3a etapa
| \| Classificació de l'etapa \| Classificació de l'etapa \| Classificació de l'etapa \| Classificació de l'etapa \| Classificació de l'etapa \| \| Corredor \| Corredor \| Equip \| Temps \| \| \| ------------------------ \| ------------------------ \| ------------------------------- \| ------------------------ \| ------------------------ \| \| 1r \| Ben Tulett \| Ineos Grenadiers \| 4h 12' 34" \| \| \| 2n \| Edward Dunbar \| Ineos Grenadiers \| + 3" \| \| \| 3r \| Marc Hirschi \| UAE Team Emirates \| + 5" \| \| \| 4t \| Simon Carr \| EF Education-EasyPost \| + 7" \| \| \| 5è \| Antonio Tiberi \| Trek-Segafredo \| + 12" \| \| \| 6è \| Diego Ulissi \| UAE Team Emirates \| + 25" \| \| \| 7è \| Cian Uijtdebroeks \| Bora-Hansgrohe \| + 25" \| \| \| 8è \| Gianluca Brambilla \| Trek-Segafredo \| + 38" \| \| \| 9è \| Nicola Conci \| Itàlia \| + 51" \| \| \| 10è \| Alexander Cepeda \| Drone Hopper-Androni Giocattoli \| + 51" \| \| |                    |                                 |            |
| |                    |                                 |            |
| Font: ProCyclingStats |                    |                                 |            |
| Classificació de l'etapa |                    |                                 |            |
| Corredor | Corredor           | Equip                           | Temps      |
| 1r | Ben Tulett         | Ineos Grenadiers                | 4h 12' 34" |
| 2n | Edward Dunbar      | Ineos Grenadiers                | + 3"       |
| 3r | Marc Hirschi       | UAE Team Emirates               | + 5"       |
| 4t | Simon Carr         | EF Education-EasyPost           | + 7"       |
| 5è | Antonio Tiberi     | Trek-Segafredo                  | + 12"      |
| 6è | Diego Ulissi       | UAE Team Emirates               | + 25"      |
| 7è | Cian Uijtdebroeks  | Bora-Hansgrohe                  | + 25"      |
| 8è | Gianluca Brambilla | Trek-Segafredo                  | + 38"      |
| 9è | Nicola Conci       | Itàlia                          | + 51"      |
| 10è | Alexander Cepeda   | Drone Hopper-Androni Giocattoli | + 51"      |

| \| Classificació general \| Classificació general \| Classificació general \| Classificació general \| Classificació general \| \| Corredor \| Corredor \| Equip \| Temps \| \| \| --------------------- \| --------------------- \| --------------------- \| --------------------- \| --------------------- \| \| 1r \| Edward Dunbar \| Ineos Grenadiers \| 12h 37' 11" \| \| \| 2n \| Ben Tulett \| Ineos Grenadiers \| + 9" \| \| \| 3r \| Marc Hirschi \| UAE Team Emirates \| + 24" \| \| \| 4t \| Simon Carr \| EF Education-EasyPost \| + 30" \| \| \| 5è \| Antonio Tiberi \| Trek-Segafredo \| + 45" \| \| \| 6è \| Diego Ulissi \| UAE Team Emirates \| + 48" \| \| \| 7è \| Cian Uijtdebroeks \| Bora-Hansgrohe \| + 48" \| \| \| 8è \| Gianluca Brambilla \| Trek-Segafredo \| + 1' 01" \| \| \| 9è \| Nicola Conci \| Itàlia \| + 1' 14" \| \| \| 10è \| Ethan Hayter \| Ineos Grenadiers \| + 1' 18" \| \| |                    |                       |             |
| |                    |                       |             |
| Font: ProCyclingStats |                    |                       |             |
| Classificació general |                    |                       |             |
| Corredor | Corredor           | Equip                 | Temps       |
| 1r | Edward Dunbar      | Ineos Grenadiers      | 12h 37' 11" |
| 2n | Ben Tulett         | Ineos Grenadiers      | + 9"        |
| 3r | Marc Hirschi       | UAE Team Emirates     | + 24"       |
| 4t | Simon Carr         | EF Education-EasyPost | + 30"       |
| 5è | Antonio Tiberi     | Trek-Segafredo        | + 45"       |
| 6è | Diego Ulissi       | UAE Team Emirates     | + 48"       |
| 7è | Cian Uijtdebroeks  | Bora-Hansgrohe        | + 48"       |
| 8è | Gianluca Brambilla | Trek-Segafredo        | + 1' 01"    |
| 9è | Nicola Conci       | Itàlia                | + 1' 14"    |
| 10è | Ethan Hayter       | Ineos Grenadiers      | + 1' 18"    |

### 4a etapa
| \| Classificació de l'etapa \| Classificació de l'etapa \| Classificació de l'etapa \| Classificació de l'etapa \| Classificació de l'etapa \| \| Corredor \| Corredor \| Equip \| Temps \| \| \| ------------------------ \| ------------------------ \| ------------------------------- \| ------------------------ \| ------------------------ \| \| 1r \| Mathieu van der Poel \| Alpecin-Fenix \| 3h 59' 49" \| \| \| 2n \| Ethan Hayter \| Ineos Grenadiers \| + 0" \| \| \| 3r \| Rémy Mertz \| Bingoal Pauwels Sauces WB \| + 0" \| \| \| 4t \| Dion Smith \| BikeExchange-Jayco \| + 0" \| \| \| 5è \| Mick van Dijke \| Jumbo-Visma \| + 0" \| \| \| 6è \| Koen Bouwman \| Jumbo-Visma \| + 0" \| \| \| 7è \| Jan Polanc \| UAE Team Emirates \| + 0" \| \| \| 8è \| Omer Goldstein \| Israel-Premier Tech \| + 0" \| \| \| 9è \| Erik Fetter \| Eolo-Kometa \| + 0" \| \| \| 10è \| Natnael Tesfatsion \| Drone Hopper-Androni Giocattoli \| + 0" \| \| |                      |                                 |            |
| |                      |                                 |            |
| Font: ProCyclingStats |                      |                                 |            |
| Classificació de l'etapa |                      |                                 |            |
| Corredor | Corredor             | Equip                           | Temps      |
| 1r | Mathieu van der Poel | Alpecin-Fenix                   | 3h 59' 49" |
| 2n | Ethan Hayter         | Ineos Grenadiers                | + 0"       |
| 3r | Rémy Mertz           | Bingoal Pauwels Sauces WB       | + 0"       |
| 4t | Dion Smith           | BikeExchange-Jayco              | + 0"       |
| 5è | Mick van Dijke       | Jumbo-Visma                     | + 0"       |
| 6è | Koen Bouwman         | Jumbo-Visma                     | + 0"       |
| 7è | Jan Polanc           | UAE Team Emirates               | + 0"       |
| 8è | Omer Goldstein       | Israel-Premier Tech             | + 0"       |
| 9è | Erik Fetter          | Eolo-Kometa                     | + 0"       |
| 10è | Natnael Tesfatsion   | Drone Hopper-Androni Giocattoli | + 0"       |

| \| Classificació general \| Classificació general \| Classificació general \| Classificació general \| Classificació general \| \| Corredor \| Corredor \| Equip \| Temps \| \| \| --------------------- \| --------------------- \| --------------------- \| --------------------- \| --------------------- \| \| 1r \| Edward Dunbar \| Ineos Grenadiers \| 16h 37' 00" \| \| \| 2n \| Ben Tulett \| Ineos Grenadiers \| + 9" \| \| \| 3r \| Marc Hirschi \| UAE Team Emirates \| + 24" \| \| \| 4t \| Simon Carr \| EF Education-EasyPost \| + 30" \| \| \| 5è \| Antonio Tiberi \| Trek-Segafredo \| + 45" \| \| \| 6è \| Diego Ulissi \| UAE Team Emirates \| + 48" \| \| \| 7è \| Cian Uijtdebroeks \| Bora-Hansgrohe \| + 48" \| \| \| 8è \| Gianluca Brambilla \| Trek-Segafredo \| + 1' 01" \| \| \| 9è \| Ethan Hayter \| Ineos Grenadiers \| + 1' 12" \| \| \| 10è \| Nicola Conci \| Itàlia \| + 1' 14" \| \| |                    |                       |             |
| |                    |                       |             |
| Font: ProCyclingStats |                    |                       |             |
| Classificació general |                    |                       |             |
| Corredor | Corredor           | Equip                 | Temps       |
| 1r | Edward Dunbar      | Ineos Grenadiers      | 16h 37' 00" |
| 2n | Ben Tulett         | Ineos Grenadiers      | + 9"        |
| 3r | Marc Hirschi       | UAE Team Emirates     | + 24"       |
| 4t | Simon Carr         | EF Education-EasyPost | + 30"       |
| 5è | Antonio Tiberi     | Trek-Segafredo        | + 45"       |
| 6è | Diego Ulissi       | UAE Team Emirates     | + 48"       |
| 7è | Cian Uijtdebroeks  | Bora-Hansgrohe        | + 48"       |
| 8è | Gianluca Brambilla | Trek-Segafredo        | + 1' 01"    |
| 9è | Ethan Hayter       | Ineos Grenadiers      | + 1' 12"    |
| 10è | Nicola Conci       | Itàlia                | + 1' 14"    |

### 5a etapa
| \| Classificació de l'etapa \| Classificació de l'etapa \| Classificació de l'etapa \| Classificació de l'etapa \| Classificació de l'etapa \| \| Corredor \| Corredor \| Equip \| Temps \| \| \| ------------------------ \| ------------------------ \| ------------------------------- \| ------------------------ \| ------------------------ \| \| 1r \| Josef Černý \| Quick-Step Alpha Vinyl \| 3h 56' 55" \| \| \| 2n \| Rémi Cavagna \| Quick-Step Alpha Vinyl \| + 0" \| \| \| 3r \| Omer Goldstein \| Israel-Premier Tech \| + 14" \| \| \| 4t \| Julius van den Berg \| EF Education-EasyPost \| + 46" \| \| \| 5è \| Frederik Wandahl \| Bora-Hansgrohe \| + 3' 03" \| \| \| 6è \| Fabio Van den Bossche \| Alpecin-Fenix \| + 3' 03" \| \| \| 7è \| Tom Paquot \| Bingoal Pauwels Sauces WB \| + 3' 03" \| \| \| 8è \| Giovanni Carboni \| Itàlia \| + 3' 05" \| \| \| 9è \| Natnael Tesfatsion \| Drone Hopper-Androni Giocattoli \| + 4' 23" \| \| \| 10è \| Diego Ulissi \| UAE Team Emirates \| + 4' 23" \| \| |                       |                                 |            |
| |                       |                                 |            |
| Font: ProCyclingStats |                       |                                 |            |
| Classificació de l'etapa |                       |                                 |            |
| Corredor | Corredor              | Equip                           | Temps      |
| 1r | Josef Černý           | Quick-Step Alpha Vinyl          | 3h 56' 55" |
| 2n | Rémi Cavagna          | Quick-Step Alpha Vinyl          | + 0"       |
| 3r | Omer Goldstein        | Israel-Premier Tech             | + 14"      |
| 4t | Julius van den Berg   | EF Education-EasyPost           | + 46"      |
| 5è | Frederik Wandahl      | Bora-Hansgrohe                  | + 3' 03"   |
| 6è | Fabio Van den Bossche | Alpecin-Fenix                   | + 3' 03"   |
| 7è | Tom Paquot            | Bingoal Pauwels Sauces WB       | + 3' 03"   |
| 8è | Giovanni Carboni      | Itàlia                          | + 3' 05"   |
| 9è | Natnael Tesfatsion    | Drone Hopper-Androni Giocattoli | + 4' 23"   |
| 10è | Diego Ulissi          | UAE Team Emirates               | + 4' 23"   |

## Classificació final
| \| Classificació general \| Classificació general \| Classificació general \| Classificació general \| Classificació general \| \| Corredor \| Corredor \| Equip \| Temps \| \| \| --------------------- \| --------------------- \| ------------------------------- \| --------------------- \| --------------------- \| \| 1r \| Edward Dunbar \| Ineos Grenadiers \| 20h 38' 18" \| \| \| 2n \| Ben Tulett \| Ineos Grenadiers \| + 9" \| \| \| 3r \| Marc Hirschi \| UAE Team Emirates \| + 24" \| \| \| 4t \| Simon Carr \| EF Education-EasyPost \| + 30" \| \| \| 5è \| Antonio Tiberi \| Trek-Segafredo \| + 45" \| \| \| 6è \| Diego Ulissi \| UAE Team Emirates \| + 48" \| \| \| 7è \| Jan Polanc \| UAE Team Emirates \| + 1' 23" \| \| \| 8è \| Gianluca Brambilla \| Trek-Segafredo \| + 1' 25" \| \| \| 9è \| Natnael Tesfatsion \| Drone Hopper-Androni Giocattoli \| + 1' 38" \| \| \| 10è \| Nicola Conci \| Itàlia \| + 1' 38" \| \| |                    |                                 |             |
| |                    |                                 |             |
| Font: ProCyclingStats |                    |                                 |             |
| Classificació general |                    |                                 |             |
| Corredor | Corredor           | Equip                           | Temps       |
| 1r | Edward Dunbar      | Ineos Grenadiers                | 20h 38' 18" |
| 2n | Ben Tulett         | Ineos Grenadiers                | + 9"        |
| 3r | Marc Hirschi       | UAE Team Emirates               | + 24"       |
| 4t | Simon Carr         | EF Education-EasyPost           | + 30"       |
| 5è | Antonio Tiberi     | Trek-Segafredo                  | + 45"       |
| 6è | Diego Ulissi       | UAE Team Emirates               | + 48"       |
| 7è | Jan Polanc         | UAE Team Emirates               | + 1' 23"    |
| 8è | Gianluca Brambilla | Trek-Segafredo                  | + 1' 25"    |
| 9è | Natnael Tesfatsion | Drone Hopper-Androni Giocattoli | + 1' 38"    |
| 10è | Nicola Conci       | Itàlia                          | + 1' 38"    |

## Evolució de les classificacions
| Etapa                   | Vencedor                | Classificació general | Classificació per punts | Classificació de la muntanya | Classificació dels joves | Classificació per equips |
| ----------------------- | ----------------------- | --------------------- | ----------------------- | ---------------------------- | ------------------------ | ------------------------ |
| 1                       | Mauro Schmid            | Mauro Schmid          | Giovanni Bortoluzzi     | Mauro Schmid                 | Mauro Schmid             | Ineos Grenadiers         |
| 2                       | Ethan Hayter            | Eddie Dunbar          | Eddie Dunbar            | Ethan Hayter                 | Ethan Hayter             | Ineos Grenadiers         |
| 3                       | Ben Tulett              | Eddie Dunbar          | Andrea Garosio          | Ben Tulett                   | Ben Tulett               | Ineos Grenadiers         |
| 4                       | Mathieu van der Poel    | Eddie Dunbar          | Andrea Garosio          | Ethan Hayter                 | Ben Tulett               | Ineos Grenadiers         |
| 5                       | Josef Černý             | Eddie Dunbar          | Andrea Garosio          | Ethan Hayter                 | Ben Tulett               | Ineos Grenadiers         |
| 'Classificacions finals | 'Classificacions finals | Eddie Dunbar          | Andrea Garosio          | Ethan Hayter                 | Ben Tulett               | Ineos Grenadiers         |